# Stecker-Typ I

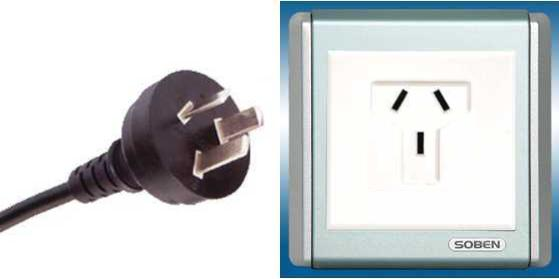
Stecker-Typ I und entsprechende Steckdose

Der Stecker-Typ I („Australian 2/3-pin“) ist als Steckverbinder für die Netzspannung in Australien, Neuseeland, Papua-Neuguinea, China, Argentinien, Uruguay und Tadschikistan im Einsatz. Der Buchstabe I im Namen dient der Unterscheidung von Steckverbindungen anderer Länder.

## Allgemein
Der Stecker und die zugehörige Dose sind dreipolig, haben einen Schutzkontakt und sind für eine Nennstromstärke von 10 A ausgelegt. Der Schutzkontakt ist ein senkrechter flacher Kontakt. Neutral und Phase befinden sich in Form eines umgedrehten V darüber. Sie sind jeweils um 30° gegen den Schutzkontakt verdreht und haben einen Nominalabstand von 13,7 mm. Derartige Steckdosen haben üblicherweise eine Spannung von 230 V bei 50 Hz. Seit 2005 ist eine fingersichere Isolation der stromführenden Kontakte obligatorisch.

## Verbreitung
Für den Typ-I-Stecker gibt es mehrere Normen, die jeweils sehr ähnliche Stecksysteme definieren. Die maßgeblichste und älteste ist die australische Norm AS 3112.
Folgende Länder setzen zu Typ I gezählte Stecksysteme ein:
- Australien: maßgebliche Norm: AS/NZS 3112
- Neuseeland: maßgebliche Norm: AS/NZS 3112
- Papua-Neuguinea: maßgebliche Norm: AS/NZS 3112
- China (teilweise): maßgebliche Norm: GB 1002
- Argentinien: maßgebliche Norm: IRAM 2073
- Uruguay: maßgebliche Norm: Norm IRAM 2073

### AS 3112 (Australien)

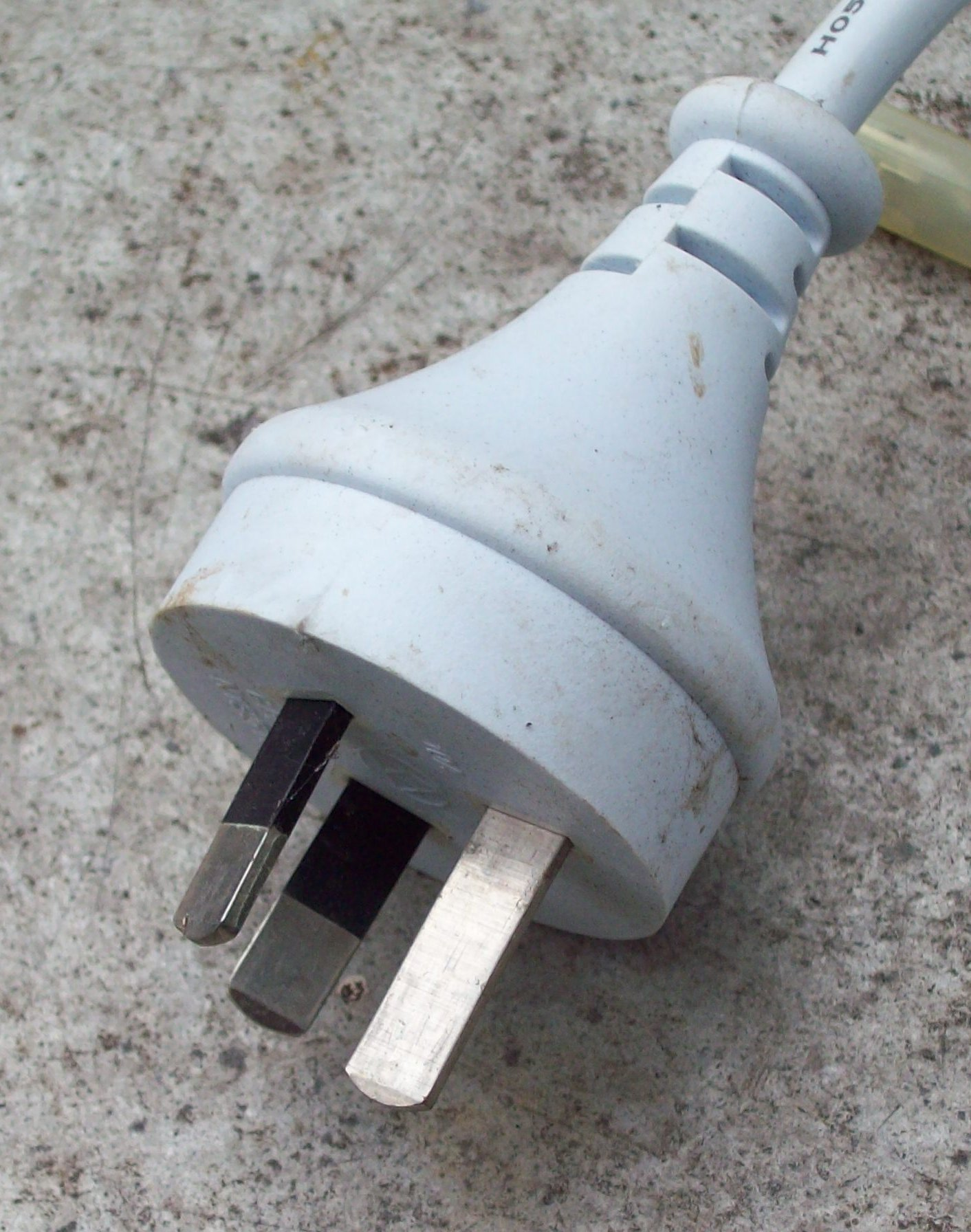
Australischer Stecker mit teilsisolierten Pins

Ursprünglich 1937/1938 in Australien als standard C112 definiert, wurde die Norm 1990 durch die Norm AS 3112 abgelöst. Seit Anbeginn Standard in Australien, Neuseeland und Papua-Neuguinea ist heute AS 3112 maßgeblich für diese Länder. Die Norm definiert einen polarisierten Stecker, bei dem auch die Position der Phase (Aktiv) festgelegt ist. Die Erde befindet sich mittig unten. Die Kontakte sind flache, an den Enden abgerundete Metallstifte mit den Maßen 6,5 mm × 1,6 mm. Die stromführenden Kontakte sind 18 mm lang, in einem A-förmigen Winkel von 30° gegenüber dem Schutzleiter verdreht und haben einen Nominalabstand von 13,7 mm. Der Schutzleiter ist mit 20 mm etwas länger und somit vorauseilend: Beim Einstecken wird der Erdkontakt vor dem Strom hergestellt und beim Ausstecken als letztes wieder getrennt. Seit 2003 umfasst die Norm auch Fingersicherheit, die durch eine 9 mm breite Isolation der beiden stromführenden Leiter realisiert wird. Die letzte und maßgebliche Norm von 2003 ist AS/NZS 3112:2000. Sie schreibt die isolierten Kontakte ab 2005 vor.
Die australische Norm AS 3112 spezifiziert außerdem Mehrfachstecker in verschiedenen Ausführungen sowie Stecker zur Selbstmontage.

### IRAM 2073 (Argentinien)
In Argentinien und Uruguay existiert ein ähnlicher Steckverbinder. Wichtigster Unterschied ist, dass Neutralleiter und Phase vertauscht sind.

### GB 1002 (China)

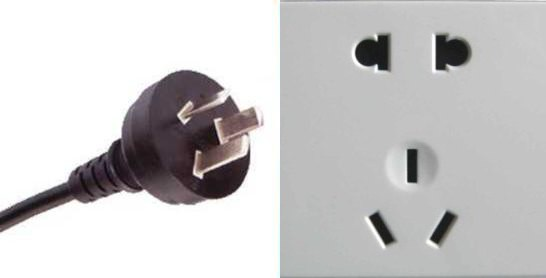
Chinesischer Stecker und Steckdose für Typ A (220 V), Typ I und Eurostecker (Typ C)

In der Volksrepublik China existiert eine zum australischen Standard sehr ähnliche, mechanisch jedoch nicht identische Norm. Wichtigster Unterschied ist, dass die Steckdosen 180° gedreht sind. Der (grundsätzlich vorhandene) Schutzkontakt ist also oben und nicht unten. Es ist keine Isolation der Leiter vorhanden. Es existiert auch eine (zumeist für die Installation von Klimaanlagen vorgesehene und auf Kopfhöhe montierte) 16-A-Version, bei der alle Kontakte dicker, länger und höher sind. Die vorgegebene Nennspannung in der VR China ist 220 V +7 %/−10 %.
Parallel ist in GB 1002 noch der Steckverbinder Typ A bzw. NEMA-1 (für Anwendungen ohne Schutzleiter bis 10 A) definiert. Moderne Steckdosen nehmen darüber hinaus auch den Eurostecker Typ C nach CEE 7/16 auf.

## Varianten
Neben der 10-A-Version existiert auch eine Variante, die für eine Nennstromstärke von 15 A zugelassen ist. Sie hat einen etwas dickeren, längeren und höheren Schutzkontakt. Diese Steckdosen sind abwärtskompatibel zu den 10-A-Steckern. Daneben existiert noch eine 20-A-Version, bei der alle Kontakte dicker, länger und höher sind, eine 25- und 32-A-Variante, bei der die Kontaktstifte ebenso wie bei der 20-A-Variante vergrößert sind. Der Schutzleiter ist bei der 25 A-Variante in Form eines gespiegelten L, in der 32-A-Variante hat er die Form eines eckigen U. Alle Steckdosen sind abwärtskompatibel. Sie nehmen also jeweils Stecker kleinerer Nennstromstärke auf, nicht jedoch umgekehrt.
Für doppelt isolierte Klasse-II-Geräte existiert eine zweipolige Variante des 10-A-Steckers. Er passt in alle Steckdosenvarianten, bietet aber mangels Schutzkontakt einen schlechteren Halt. Er ist üblicherweise dort anzutreffen, wo in Europa der Eurostecker zum Einsatz käme.